# Immeuble Oscar Stephany
L'immeuble Oscar Stephany est un immeuble situé à Thionville, une commune française du département de la Moselle dans la région Grand Est, est un bâtiment résidentiel et commercial construit en 1904. Il se trouve sur un terrain d'angle à angle aigu, à l'intersection de l'avenue Albert 1er et de l'avenue Général de Gaulle. L'immeuble est inclus dans l'Inventaire général du patrimoine culturel. 

## Histoire
En 1904, le notaire Oscar Stephany fait construire ce grande immeuble, visible de loin, dans le style néo-gothique selon les plans de l'architecte Karl Griebel. Il occupe une place importante dans l'extension de la ville connue sous le nom de Quartier allemand, qui a été construite vers 1900. À cette époque, la Lorraine appartenait à l'Empire allemand. En 1907, une extension inférieure a été réalisée sur l'avenue Albert 1er.

## Architecture
L'immeuble avec de grandes fenêtres en arcs plein cintre au rez-de-chaussée a été construite en pierre locale, la pierre de Jaumont, qui est utilisée comme pierre d'habitation aux coins de l'immeuble et qui est sculptée en style néo-gothique dans les corniches, les balcons et les encadrements de fenêtres. L'étroite façade d'angle est surmontée d'un toit en pente et ornée de pignons aveugles.
Ce bâtiment résidentiel et commercial est l'un des rares immeubles de l'époque wilhelminienne à Thionville à avoir conservé sa décoration intérieure. Il s'agit du hall d'entrée voûté, de l'escalier avec sa rampe en fer forgé ornée, et des fenêtres en verre plombé de l'escalier et des façades d'entrée des appartements. De même, la plupart des fenêtres des appartements, des vitrines en verre plombé avec des ornements floraux, des côtés de la rue sont encore d'origine. 

## Galerie

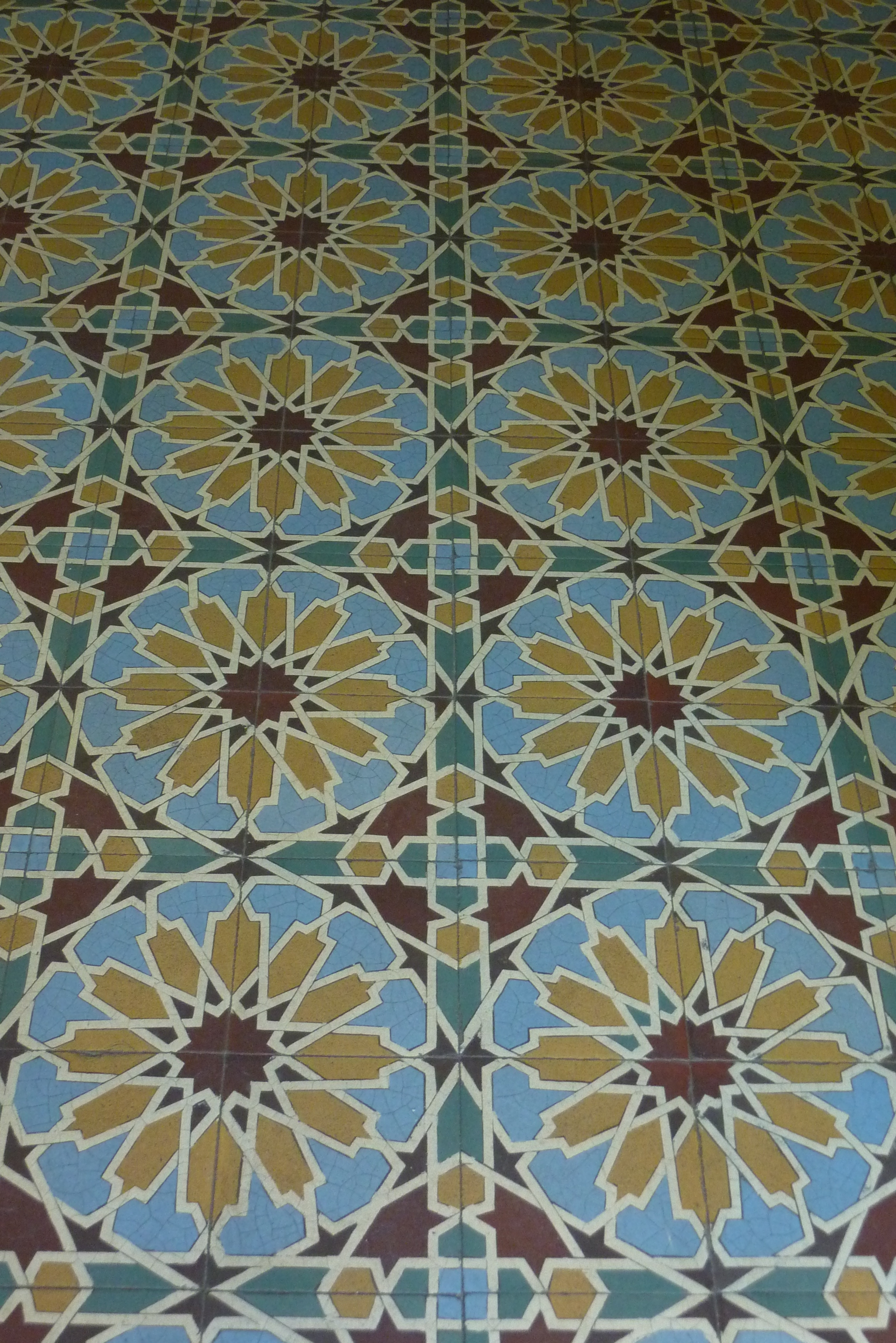
Dalles de sol du hall d'entrée.
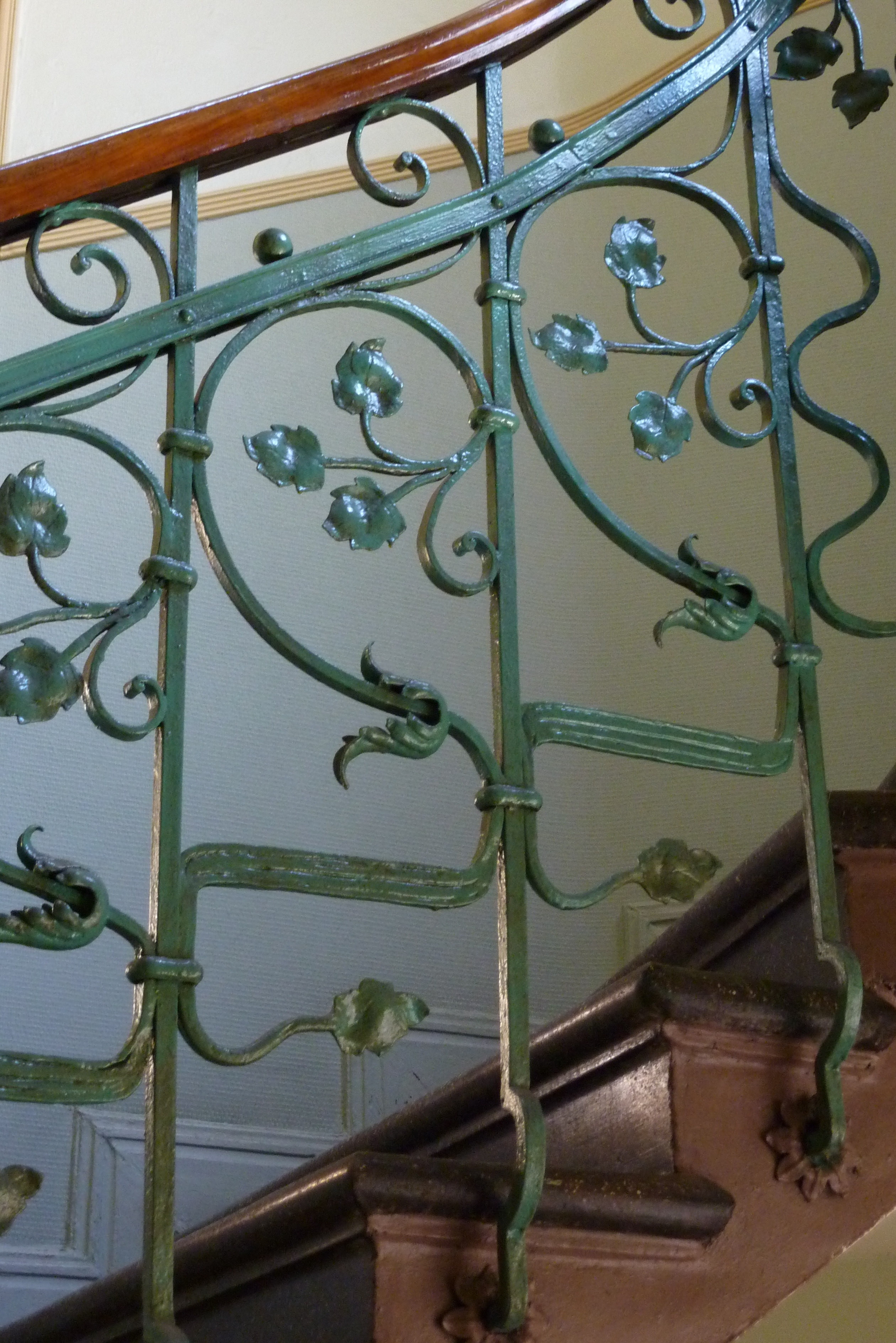
Rampe de l'escalier.
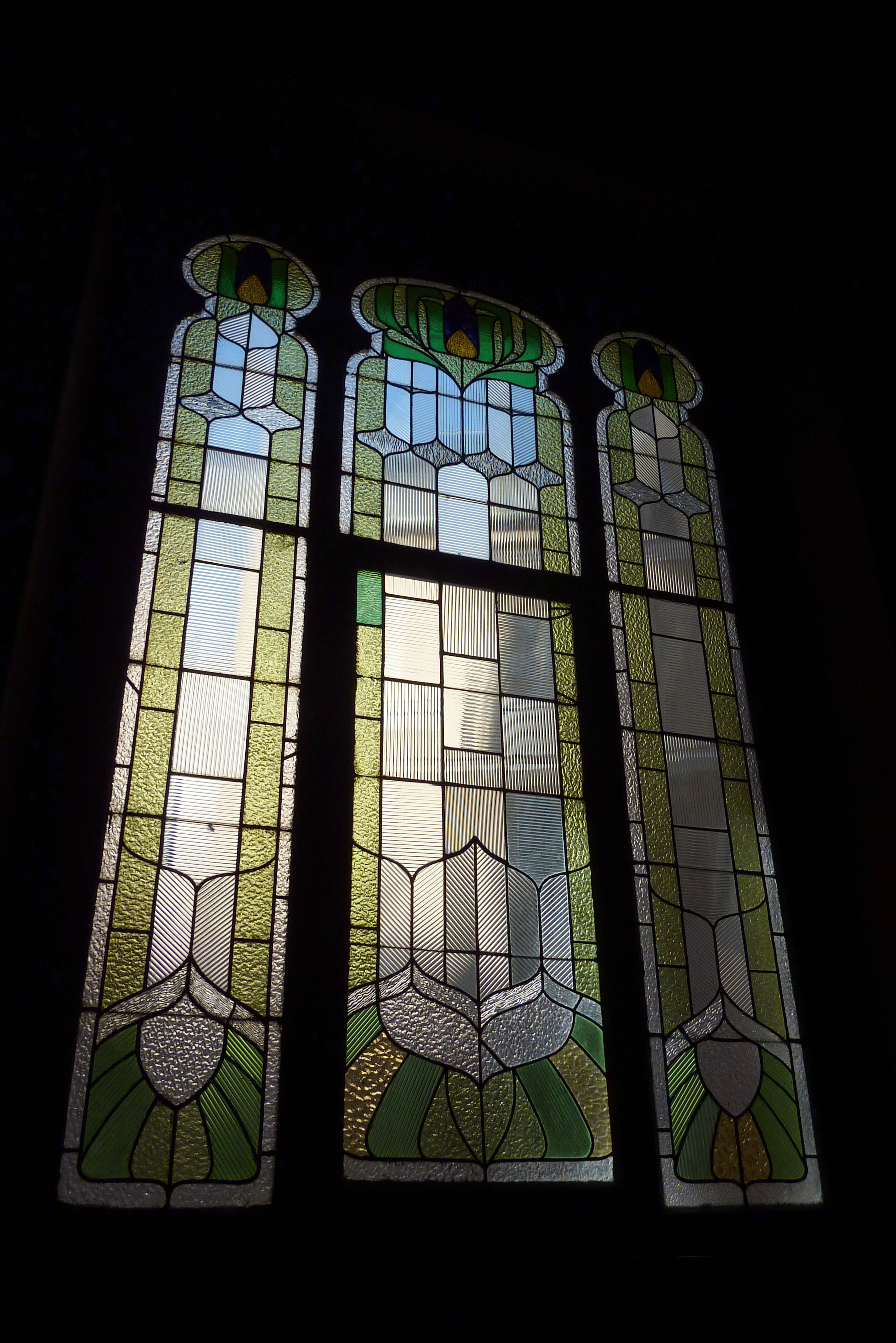
Fenêtres de l'escalier.
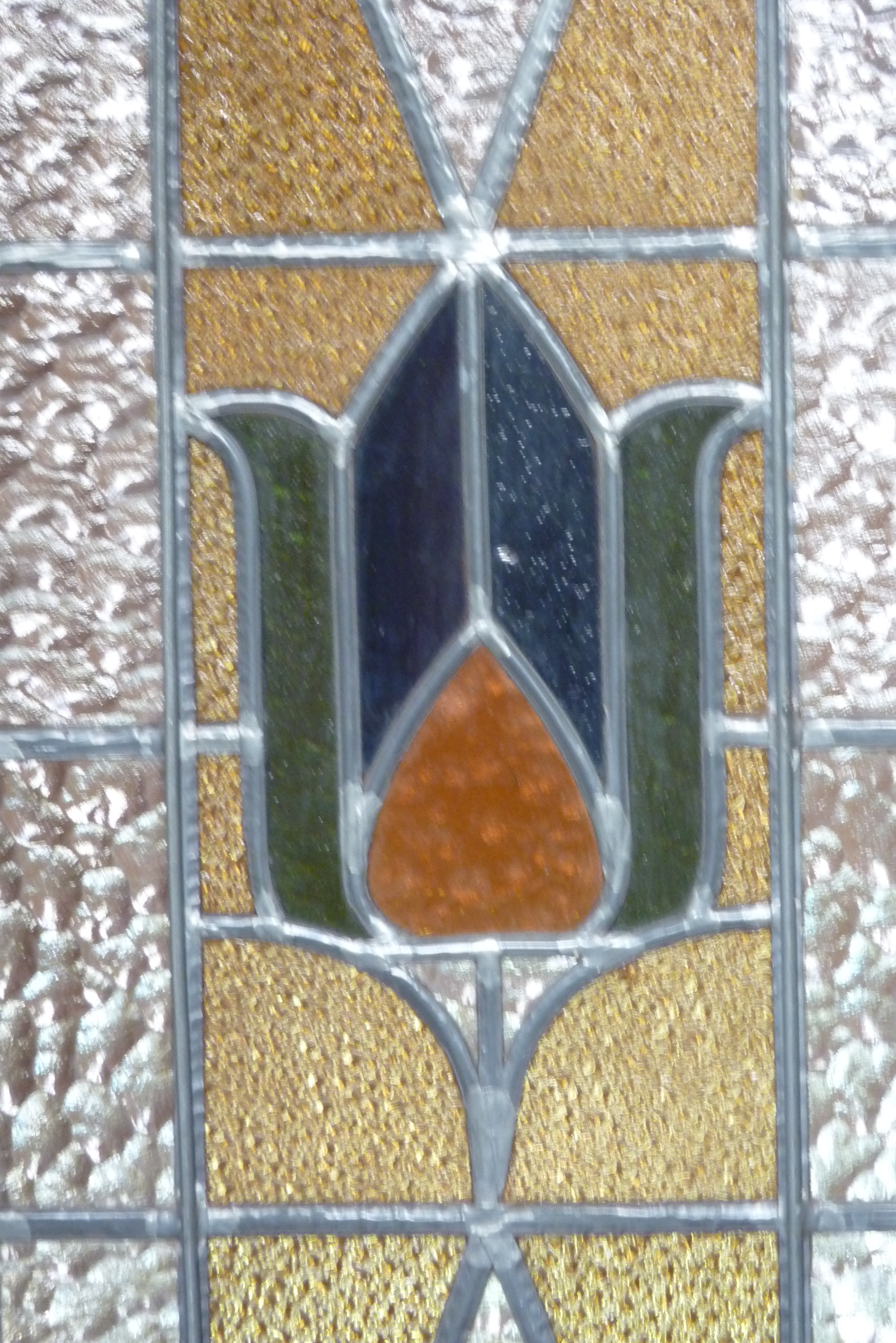
Détail de l'entrée d'un appartement.